# 若阿尚·缪拉
若阿尚·缪拉（法語：Joachim Murat，法語發音：[ʒɔaʃɛ̃ myʁa]，1767年3月25日—1815年10月13日），法兰西第一帝国军事家、元帅（1804年起）。曾任贝格和克莱沃公爵（1806年起），后成为那不勒斯国王（1808年－1815年在位）焦阿基诺·拿破仑（Gioacchino Napoleone）。他以杰出的骑兵指挥官和勇武绝伦的战士而著称。拿破崙曾評價他道:「我實在無法想像，如此勇敢的人有多麼地不可靠……儘管與敵交戰時勇猛，除此之外就只是一個毫無判斷能力的蠢蛋。」

## 早年
若阿尚·缪拉是一个小旅店老板之子。他的父亲希望他出家，成为神父，但在法国大革命爆发后，他自大學輟學並加入了第一共和国的骑兵部队（1787年）。

## 法國大革命戰爭
儘管繆拉於1792年成为军官，卻苦無建功機會，只能擔任參謀、訓練等職務。直到1795年，缪拉在镇压保王党暴动中表现突出，他奉拿破崙之令，率領第21獵騎兵團奪取了關鍵的大炮，使拿破崙得以用葡萄彈驅散保王黨暴徒，因此获得拿破仑的重视。
繆拉被升為上校，成為拿破仑的副官，隨同參與了意大利戰役和遠征埃及作战，他以勇猛無畏的騎兵指揮官著稱，在阿布基爾戰役中，繆拉率領騎兵衝鋒擊潰敵軍，繆拉儘管下顎中彈，但依然生擒了鄂圖曼軍官。于1799年晋升为少将。
雾月十八日政变中（公历1799年11月9日），时任掷弹兵指挥官的缪拉坚决支持拿破仑夺权，當拿破崙被憤怒的議員趕出會場時，缪拉率領擲彈兵衝入會場挽救了局面，繆拉大喊道:“市民們!你們已被解散!”當中還夾雜了幾個粗穢的字眼。1800年，他在意大利西北部马伦戈战役中指挥預備骑兵部队，是役拿破仑大败奥地利军队。同年，缪拉与拿破仑的妹妹卡罗琳·波拿巴结婚，得以躋身皇室核心圈。

## 拿破崙戰爭
1804年，拿破仑授予若阿尚·缪拉帝國元帅军衔，他在元帥名單中排序僅次於貝爾蒂埃。在1805年的烏爾姆战役中，繆拉負責指揮騎兵預備隊，他出色的偵查與迂迴作戰，在包圍馬克的部隊時發揮了重要作用。數周後，繆拉與素來不合的拉納一同上演了一齣虛張聲勢的表演，他們假意要與奧地利軍和談，順勢奪取了一座連結多瑙河的關鍵橋樑。儘管如此，繆拉在追擊敵軍的過程中並未給拿破崙留下良好印象，繆拉更是中了巴格拉季昂將軍的緩兵之計，法軍因此錯失包圍庫圖佐夫部隊的機會。
儘管有著若干缺點，但繆拉仍證明他是一位勇猛的戰術執行者，奧斯特利茨戰役、耶拿战役中，繆拉發起多次決定性的的騎兵衝鋒。在嚴寒的埃劳战役中，缪拉率領胸甲騎兵、龍騎兵師發起衝鋒，以挽救拿破崙瀕臨崩潰的中央。
1806年缪拉被拿破仑封为新建立的贝格大公国的大公。1808年，繆拉成為駐西班牙大使，當時西班牙仍是法國盟友，直到5月法國開始干涉西班牙內部事務，導致西班牙各地掀起反法抗爭，繆拉指挥法军残酷地鎮壓了马德里市民的反抗，過程中殺死了200名，事後更處決了300多名西班牙百姓。

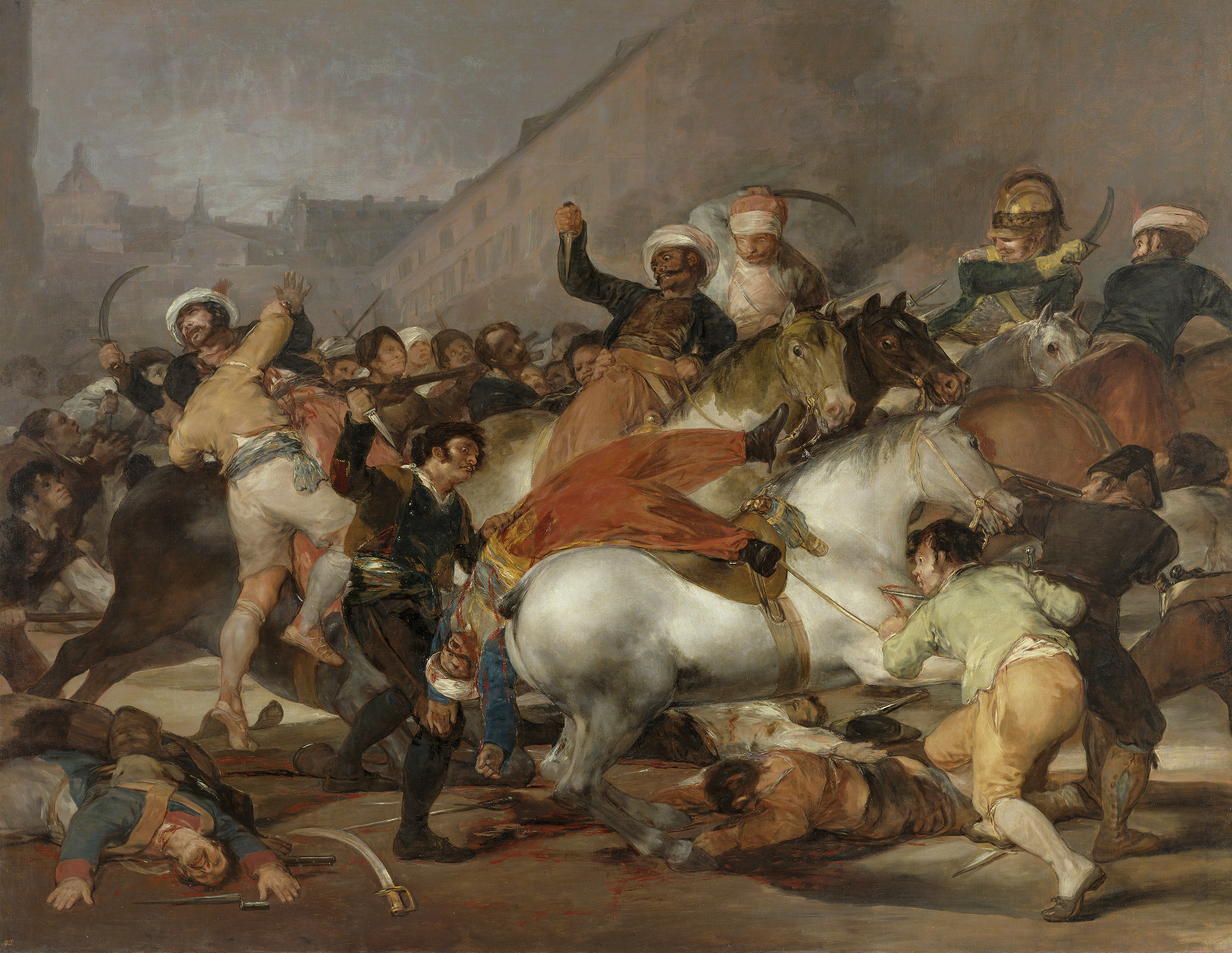
戈雅的《1808年5月2日的起义（西班牙语：El dos de mayo de 1808 en Madrid）》

當拿破崙廢除西班牙王室的統治權時，繆拉原本預期他能成為西班牙國王，然而王位被交給了拿破崙的哥哥約瑟夫。1808年8月1日，他被宣布为两西西里王国国王。缪拉实际仅能控制那不勒斯，西西里仍在波旁王朝的统治之下。拿破崙希望繆拉能作為他的代理人守護其利益，繆拉卻有不同想法，他改革了那不勒斯王國的軍隊，為他們配備華麗的制服，並對拿破崙的大陸封鎖政策陽奉陰違，對走私行為視而不見，拿破崙與繆拉的關係逐漸變得緊張。
1812年拿破崙征俄戰爭中，缪拉暫時放下歧見，成為拿破崙的副手，指挥四个骑兵军，在廣袤的領土中艱辛地搜索俄軍蹤跡，大量馬匹死於營養不良與疲勞。與哥薩克騎兵的交戰中，繆拉總是身先士卒进行前卫作战，他身著華麗的服裝，讓哥薩克騎兵無一不想活捉他。繆拉是試圖勸阻拿破崙止步斯模稜斯克的元帥之一，在博羅季諾戰役中，繆拉指揮騎兵向俄軍的防禦工事衝鋒。法軍在冬天災難性的撤退之后，他负责指挥被拿破仑抛弃的法军残余部队，即便艱苦的時刻，他仍未放棄他華麗的打扮。
1813年雖然他在德累斯顿大胜聯軍，然而不久之后又在莱比锡南側的liebertwolkwitz被施瓦岑貝格親王的奧軍击败，他更險些被俘。萊比錫戰役戰敗後，繆拉为了保住那不勒斯王位，背叛了拿破仑，并于1814年与奥地利签订了和约。

## 百日王朝與末路
繆拉後發覺反法同盟並不打算履行諾言：讓他保有那不勒斯王國王位，因此當1815年缪拉获知拿破仑逃离埃尔巴岛的消息后，又立即与奥地利开战。在百日王朝时期，缪拉是为拿破仑作战的老帅之一，但在费拉拉和托伦蒂诺先后被击败。繆拉逃回法國，但拿破崙並未原諒他的背叛，拒絕接見他。在拿破仑最终失败之后，缪拉逃亡到拿破崙龍興之地科西嘉岛，並在該地呼羣保義，集结寥寥數人的小隊伍。他宣称自己是那不勒斯正統君王，率领这支队伍在卡拉布里亚登陆，但可惜勢單力孤，他很快被击败并俘获。奥地利以军事法庭审判之，並於1815年10月13日在皮佐枪决。

## 图集

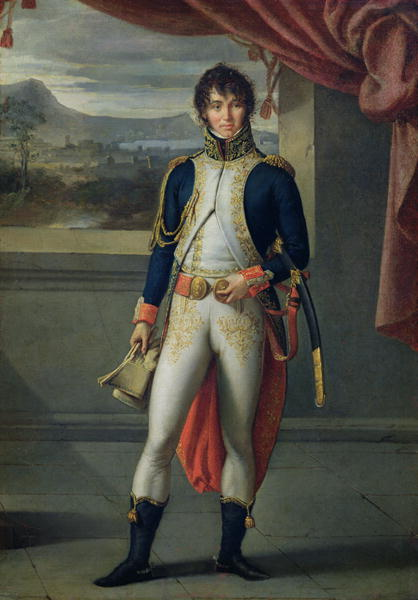
穿着法军制服的缪拉
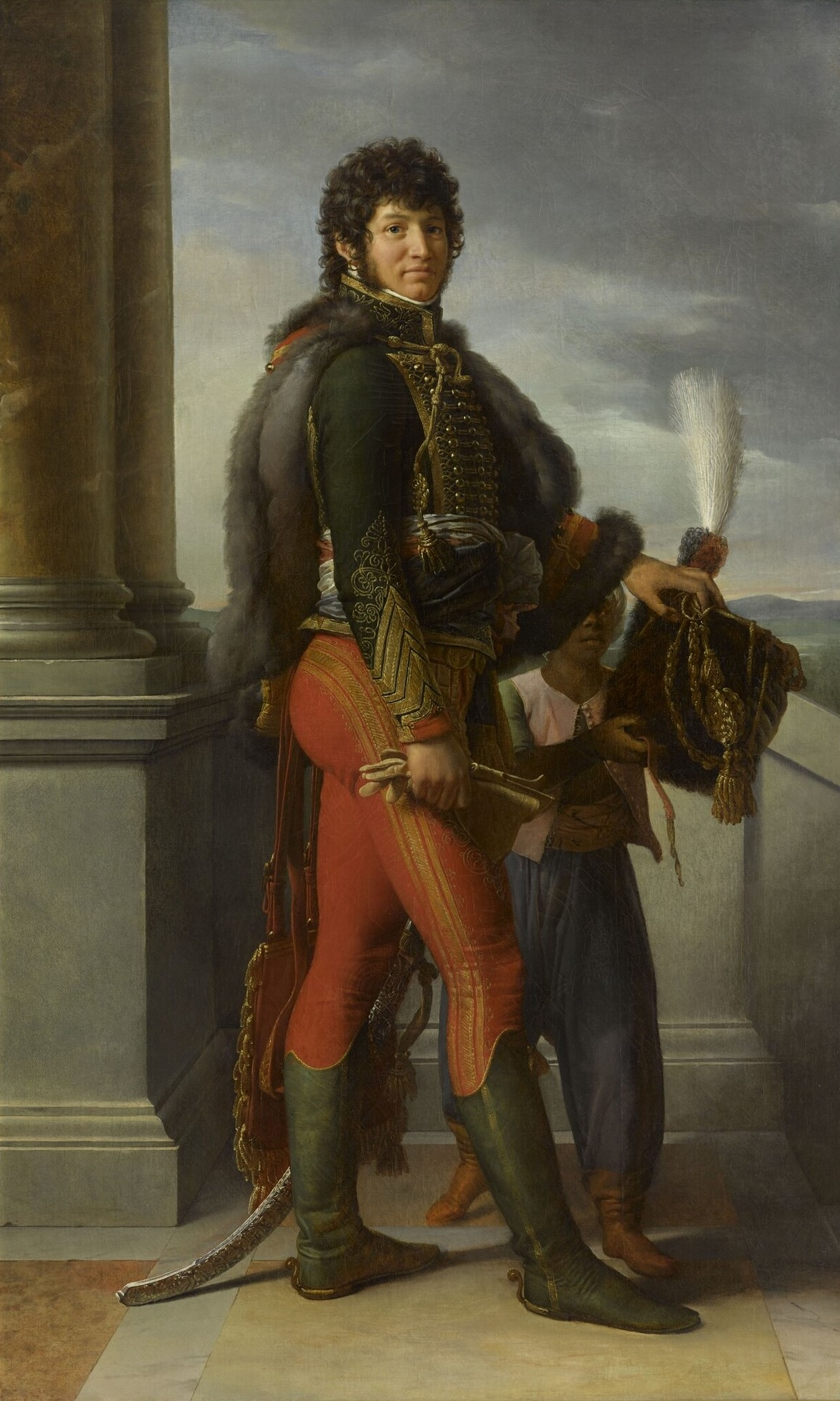
穿着骠骑兵制服的缪拉
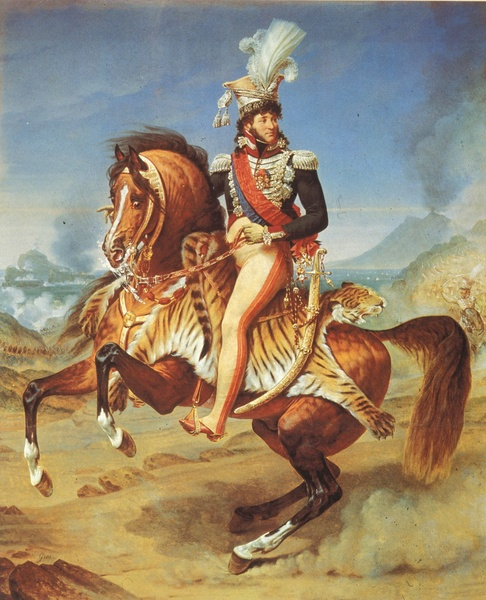
穿着波军制服的缪拉
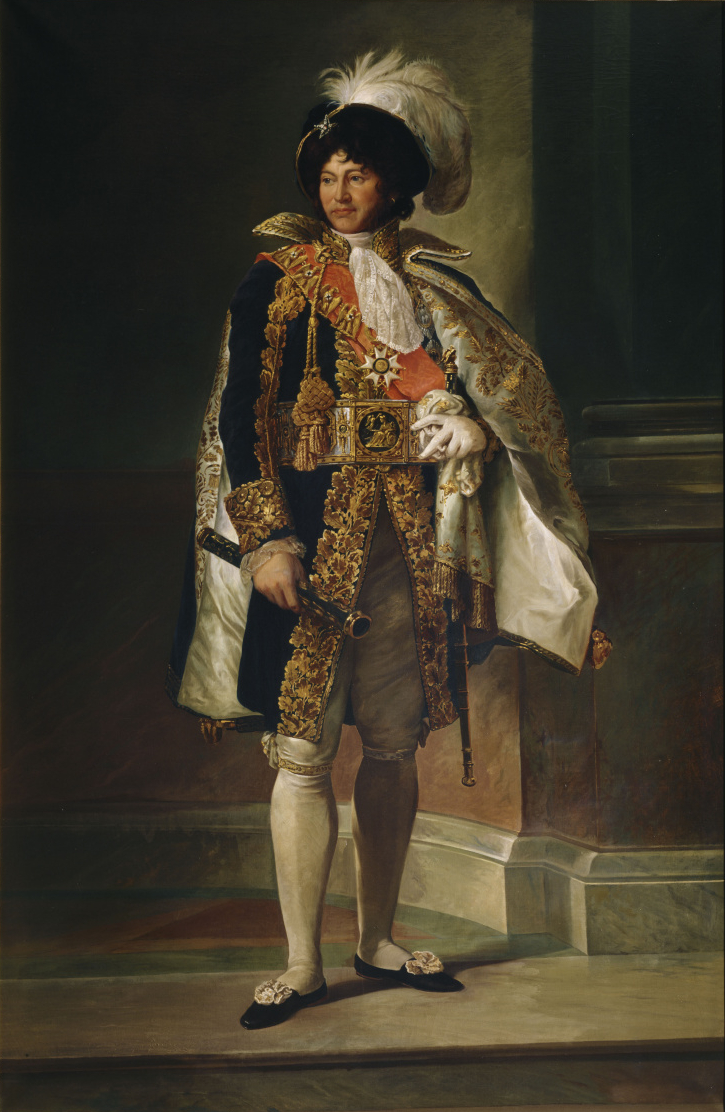
帝国元帅缪拉
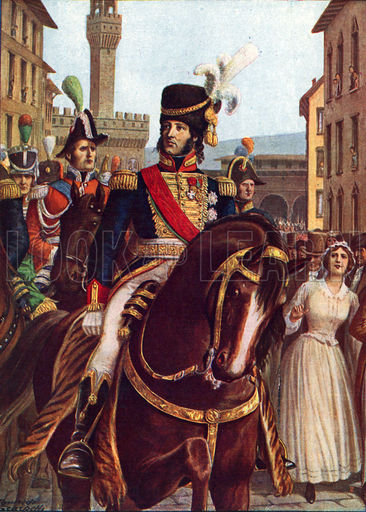
1801年1月19日，缪拉进军佛罗伦萨
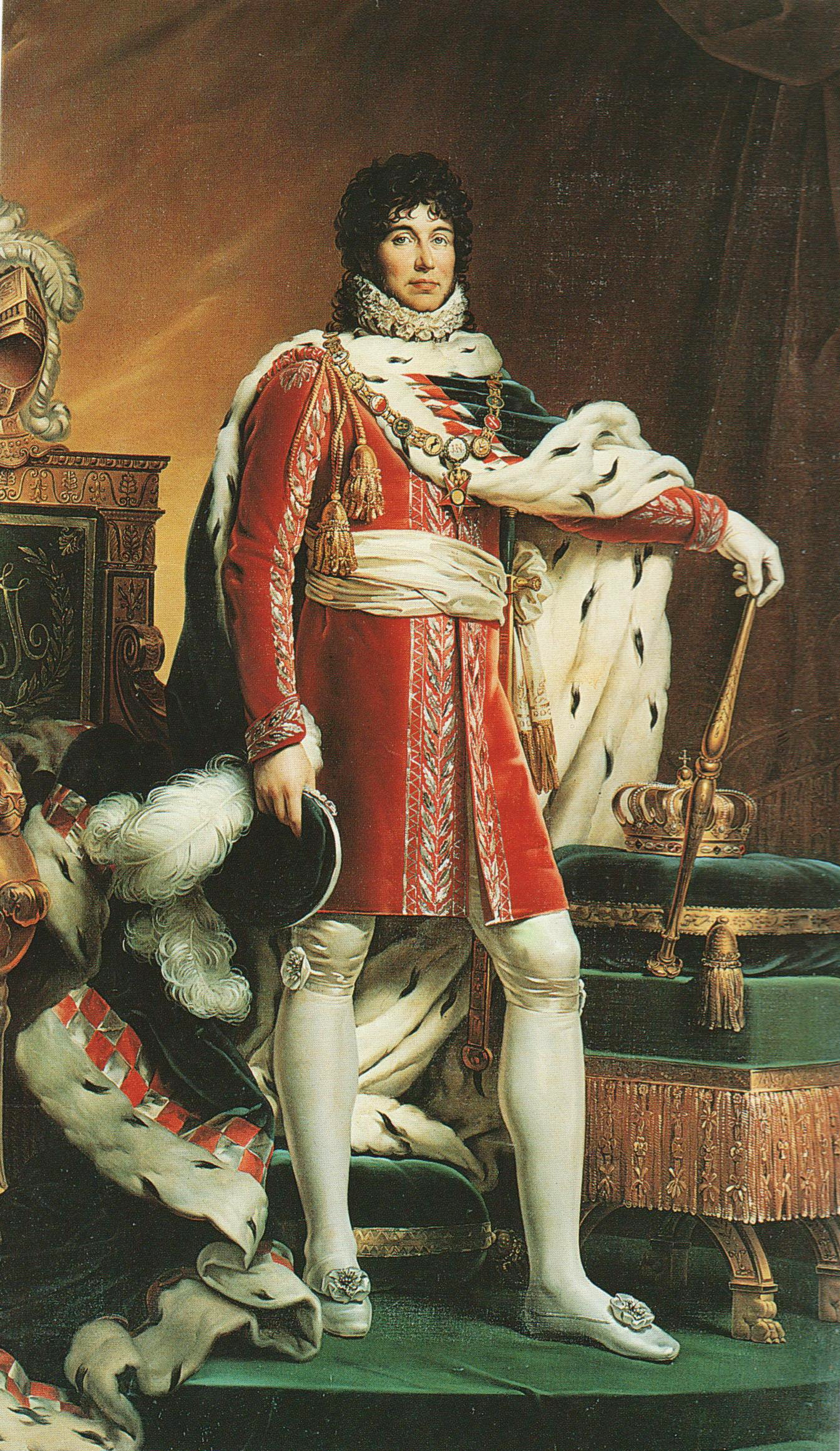
那不勒斯国王缪拉

## 资料来源
- 苏联历史百科全书·人物卷，1961~1973

| 若阿尚·缪拉 繆拉家族出生于：1767年3月25日逝世於：1815年10月13日 | 若阿尚·缪拉 繆拉家族出生于：1767年3月25日逝世於：1815年10月13日 | 若阿尚·缪拉 繆拉家族出生于：1767年3月25日逝世於：1815年10月13日 |
| 統治者頭銜                                                      | 統治者頭銜                                                      | 統治者頭銜                                                      |
| --------------------------------------------------------------- | --------------------------------------------------------------- | --------------------------------------------------------------- |
| 新頭銜                                                          | 贝格大公 1806年5月15日 – 1808年8月1日                           | 繼任者： 路易一世                                               |
| 前任者： 何瑟一世                                               | 那不勒斯国王 1808年8月1日 – 1815年5月19日                       | 繼任者： 斐迪南一世                                             |
| 法國貴族爵位 第一帝国                                           |                                                                 |                                                                 |
| 新頭銜                                                          | 繆拉親王 1805年–1815年10月13日                                  | 繼任者： 阿希爾·繆拉                                            |